# Bolschoi Ik (Sakmara)
Der Bolschoi Ik (russisch Большо́й Ик; baschkirisch Оло Эйек) ist ein rechter Nebenfluss der Sakmara in Baschkortostan und in der Oblast Orenburg in Russland.
Der Bolschoi Ik entspringt an den westlichen Ausläufern des Südlichen Urals in Baschkortostan. Er fließt anfangs nach Westen, wendet sich dann nach Süden, erreicht die Oblast Orenburg und mündet nach 341 km auf die Sakmara. Der Bolschoi Ik entwässert ein Areal von 7670 km². Der Fluss wird hauptsächlich von der Schneeschmelze gespeist.